# 조디 화이트
조디 화이트(Jeordie White, 1971년 6월 20일 ~ )는 미국의 배우, 베이시스트이다. 밴드 메릴린 맨슨의 일원으로 활동할 때는 트위기 라미레스(Twiggy Ramirez)라는 이름으로 활동하였다. 트위기 라미레스는 트위기와 리처드 라미레스를 합친 것이다.